# Cyrtodactylus sadleiri
Espèce
Statut de conservation UICN

 EN B1ab(iii,v)+2ab(iii,v) : En danger
Cyrtodactylus sadleiri est une espèce de geckos de la famille des Gekkonidae.

## Répartition
Cette espèce est endémique de l'île Christmas dans l'océan Indien.

## Étymologie
Cette espèce est nommée en l'honneur de Richard Sadleir.

## Publication originale
- Wells & Wellington, 1985 : A classification of the Amphibia and Reptilia of Australia. Australian Journal of Herpetology, Supplemental Series, vol. 1, p. 1-61 (texte intégral).